# مانويل خيمينيز
مانويل خيمينيز (بالإسبانية: Manuel Enrique Jiménez)‏ (مواليد 27 أكتوبر 1956) هو لاعب كرة قدم. يلعب مع منتخب إسبانيا لكرة القدم. سبق له أن لعب في كأس العالم لكرة القدم مع منتخب بلاده.

## روابط خارجية
- مانويل خيمينيز على موقع قاعدة بيانات كرة القدم.إي يو (الإنجليزية)
- مانويل خيمينيز على موقع ناشيونال فوتبول تيمز (الإنجليزية)